# Ramón de Vilaragut

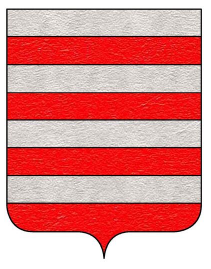
Armas de la familia Villaragut

Ramón de Vilaragut y de Sarriá (c. 1295-c. 1359) fue un noble de la Corona de Aragón.

## Biografía
Hijo de Berenguer de Vilaragut, señor de Sant Martí de Foix (Sarroca) y Subirats, y de su esposa Geralda de Sarriá, fue doncel de Valencia.
Casó entre 1332 y 1335 con Grandiana, también llamada Diana, Visconti, hija de Stefano Visconti y de su esposa Valentina Doria. Fueron los padres de Antonio de Vilaragut (1336-1400), consejero y mayordomo real, alcaide de Játiva y Alaquás y literato.
En 1342 tuvo de su hermano Berenguer los señoríos de l'Alcaissia, de Sollana y de Trullars. En 1344 tuvo del regente, del joven rey Luis I de Sicilia, Juan de Sicilia y Anjou, duque de Randazzo, merced del castillo y baronía de la ciudad de Tripi y fue nombrado su procurador y embajador para tratar de su matrimonio con su prima Constanza de Aragón. En 1345 fue capitán general y almirante de la armada del reino de Sicilia.
Ramón de Vilaragut falleció en 1359, año en que, en una demanda judicial hecha en Valencia, ya consta que el señorío de Sollana era de su hijo Antonio.